# Eroze (systémová dynamika)
Eroze je v systémové dynamice jev, který následuje překmit a předchází kolaps.
Tento termín se pojí s podpůrnými veličinami (řečeno obecně, ve většině případů jsou to suroviny nebo jiné zdroje, které překmitávající veličinu „živí“ a poskytují podmínky pro její růst); většinou se tedy používá termín eroze surovinové základny. Tu způsobuje překmit rostoucí veličiny přes mez systému (danou právě např. objemem surovin, popř. jejich obnovovacích schopnostech).
Kdy a v jaké míře k erozi dochází, je velmi individuální a závisí to na více faktorech. Empiricky, eroze vzniká až po nějaké době a má rysy pozitivní zpětné vazby s exponenciálním až téměř hyperbolickým růstem. Následný kolaps způsobuje neschopnost pokračování růstu překmitávající veličiny se stále ubývající surovinovou základnou, kterou snižuje a která ji má současně v jejím růstu živit.